# Saba Jallas
Saba Jallas (née à Sanaa) est une artiste yéménite, connue surtout pour ses dessins superposés à des images de destruction pendant la guerre civile yéménite.

## Biographie
Avant la guerre civile yéménite, Jallas naît et grandit à Sanaa et étudie la littérature française à l'université de Sanaa, dont elle est diplômée en 2007. En 2010, son frère, officiel dans l'armée yéménite, est tué,.
Quand la guerre civile yéménite éclate, Jallas est à l'étranger, et elle collectionne les photos de bombardements dans son pays natal. Elle ne révèle pas publiquement dans quel pays elle vit et ne retourne pas au Yémen pendant la guerre. 
Inspirée par les artistes palestiniens Tawfik Gebreel, Bushra Shanan et Belal Khaled,, Saba Jalles fait à partir de 2015 des collages et des dessins à partir d'images de destruction pendant la guerre civile yéménite. De nombreux dessins qu'elle produit transforment le nuage de fumée d'une explosion en dessin d'une femme, portant souvent un enfant,. Elle explique qu'il s'agit là d'un message d'espoir et de paix.
Elle encourage les politiques à moins se préoccuper des règlementations et à mettre l'accent sur l'aide humanitaire.
Elle commence à partager ses créations sur une page Facebook qui gagne rapidement en popularité. Sur sa page, elle partage ses dessins ainsi que des poèmes appelant à la paix et à la solidarité.